# 먀오푸

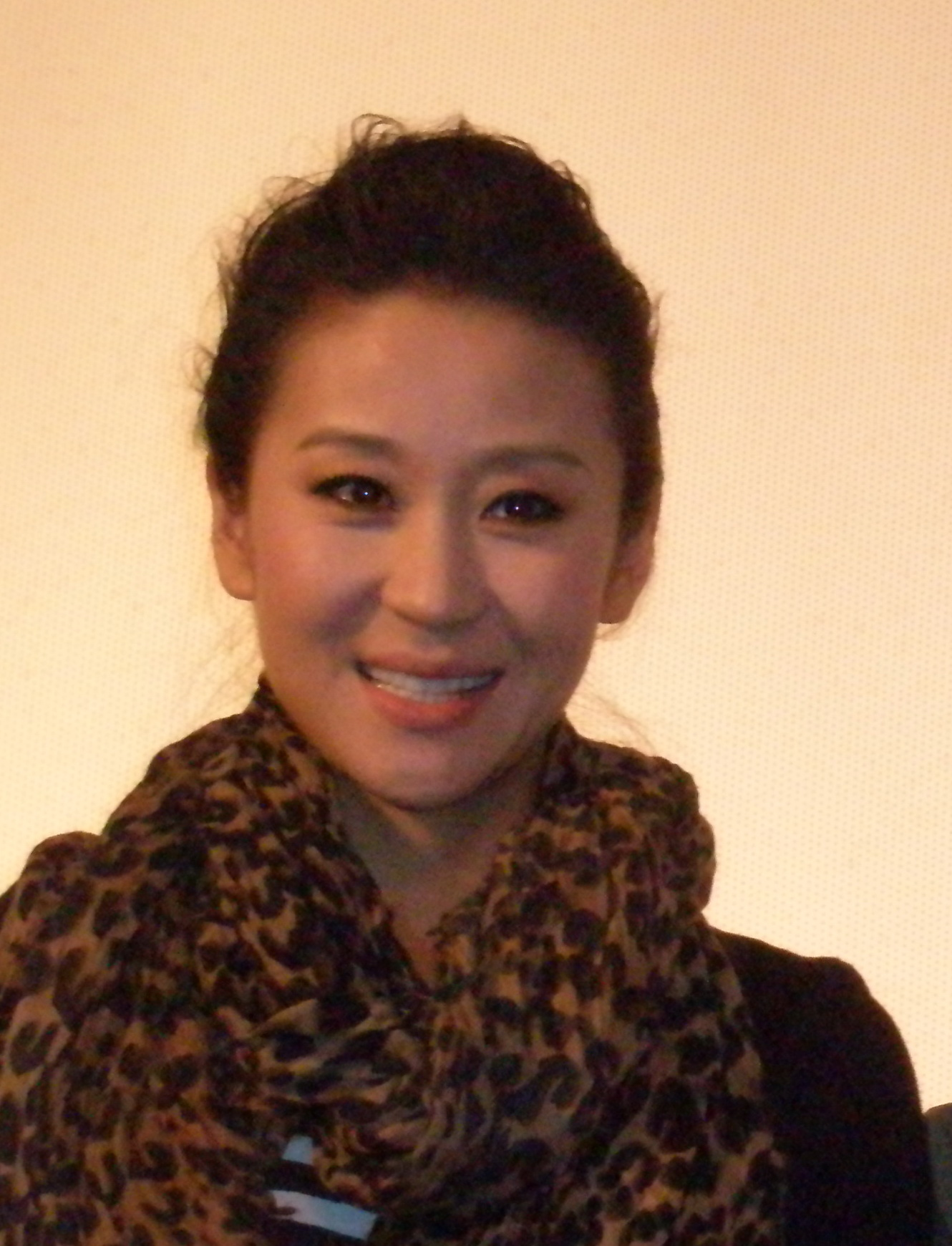

먀오푸(Miao Pu, 1977년 2월 22일 ~ )는 중화인민공화국의 배우이다.
시안시에서 태어났다.

## 방송
- 과계가왕 2
- 지화
- 목계영괘수
- 정관의 치
- 대송제형관 1

## 영화
- 지화 (2014년)
- 목계영괘수 (2012년)
- 트루스 오어 데어 (2012년)
- 전구열련 (2011년)
- 당길가덕 (2010년)
- 양자탄비 (2010년)
- [[비스트 스토커 2 - <증인> 두 번째 이야기]] (2010년)
- 틈관동 2 (2009년)
- 트레져 헌터 (2009년)
- 건국대업 (2009년)
- 비스트 스토커 (2008년)
- 앵도 (2007년)
- 봉황 (2007년)
- 도기 인형의 공포 (2005년)